# Сорокино (Заринский район)
Сорокино — упразднённое село в Заринском районе Алтайского края. На момент упразднения являлось административным центром Сорокинского сельсовета и Сорокинского района. В 1979 году включено в состав вновь созданного города Заринск и исключено из учётных данных.

## География
Располагалось на реке Чумыш в месте впадения в неё реки Казинка, на расстоянии приблизительно в 5 км (по прямой) к северо-западу от станции Заринская. В настоящее время представляет собой обособленный микрорайон Северный города Заринск.

## История
Основано в 1751 г (или в 1748 году) крестьянином Сорокой. С 1797 года центр Чумышской волости Бийского уезда Колыванской губернии. А с 1822 года в составе Барнаульский округ Томской губернии. В 1919 году в волости была установлена советская власть. В 1921 году Сорокино стало центром одного из крупнейшего в Сибири крестьянского антисоветского восстания. С 1924 года административный центр вновь образованного Чумышского (с 1932 года — Сорокинского) района.
В 1928 году село состояло из 452 хозяйств. В нём располагались школа 7-летка, изба-читальня, школа малограмотных, школа политпросвещения, районная больница и тд. В административном являлось центром Сорокинского сельсовета Чумышского района Барнаульского округа Сибирского края.
В 1929 году в Сорокине построили первую в Причумышье электростанцию.
В сентябре 1974 года состоялась объединённая сессия Заринского поселкового и Сорокинского сельского Советов депутатов трудящихся, по обсуждению генерального плана застройки рабочего поселка Заринская и села Сорокино, с последующим их преобразованием в город Заринск.
В 1979 году село включено в состав вновь образованного города Заринск.

## Население
| 1926 | 1939  | 1959  | 1970  | 1979  |
| ---- | ----- | ----- | ----- | ----- |
| 2417 | ↗4212 | ↗4509 | ↗6264 | ↗6311 |

В 1926 году в селе проживало 2417 человек (1438 мужчин и 979 женщин), основное население — русские.